# Aéroport régional de Cold Lake
L'aéroport régional de Cold Lake est situé au nord-ouest de Cold Lake en Alberta au Canada.